# سیحوت (شهر)
 سیحوت  شهر کوچکی از توابع استان اِب در کشور یمن در شبه جزیره عربستان است.